# 인사르강
인사르강(러시아어: Инса́р, 에르자어: Инесаро)은 러시아 모르도비야 공화국의 강이다. 알라티리강의 오른쪽 지류이다. 길이는 168 km이고, 유역 면적은 3860 km2이다. 이 강은 대부분 녹는 눈에서 물을 얻으며, 따라서 봄 해빙기 동안 유량이 가장 많다. 사란스크에서의 평균 유량은 7.71 m3/s이다. 이 강은 11월에 얼어붙어 4월까지 얼음으로 덮여 있다.
인사르강 근처의 도시로는 루자옙카와 사란스크가 있다.